# Kościół Rozesłania Apostołów w Mrzygłodzie
Kościół Rozesłania Apostołów – rzymskokatolicki kościół parafialny należący do dekanatu Sanok I archidiecezji przemyskiej.
Jest to pierwszy odnotowany dokumentalnie kościół wybudowany w Mrzygłodzie, oraz jedna z najstarszych świątyń murowanych w regionie. Obecna świątynia została ufundowana przez króla Władysława II Jagiełłę i wzniesiona w latach 1415–1424, jako wotum za zwycięstwo w bitwie pod Grunwaldem. Budowla jest orientowana, jednonawowa, posiada węższe prezbiterium zamknięte trójbocznie, z zakrystią oraz kruchtą. 
Do wyposażenia kościoła należą nastawy ołtarzowe powstałe w XIX w., kamienny portal zdobiący przejście z prezbiterium do zakrystii, powstały w 1 połowie XVI wieku, obraz z przedstawieniem Chrystusa Króla, sygnowany literami I.S. oraz S.L. oraz datą 1660, pochodzące z tego samego wieku: krucyfiks ołtarzowy o stylistyce barokowej, kropielnica ustawiona w kruchcie świątyni, chrzcielnica z puklowaną czaszą i ażurową pokrywą z liśćmi suchego akantu, powstała w 1 połowie XVIII w. i wykonane w tym samym wieku dwa krucyfiksy o cechach ludowego baroku, wykonane w mrzygłodzkich warsztatach.

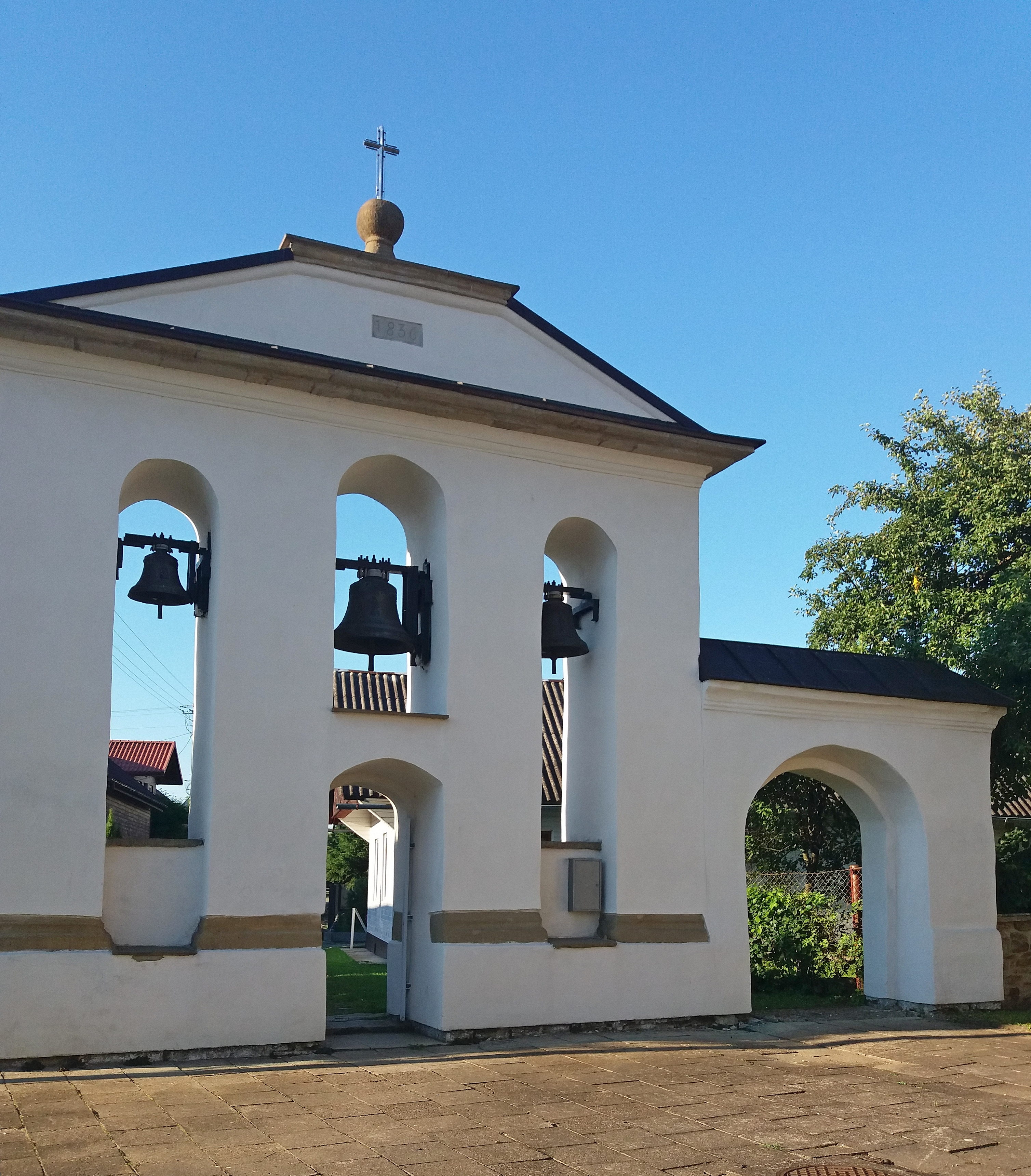
Dzwonnica z 1836
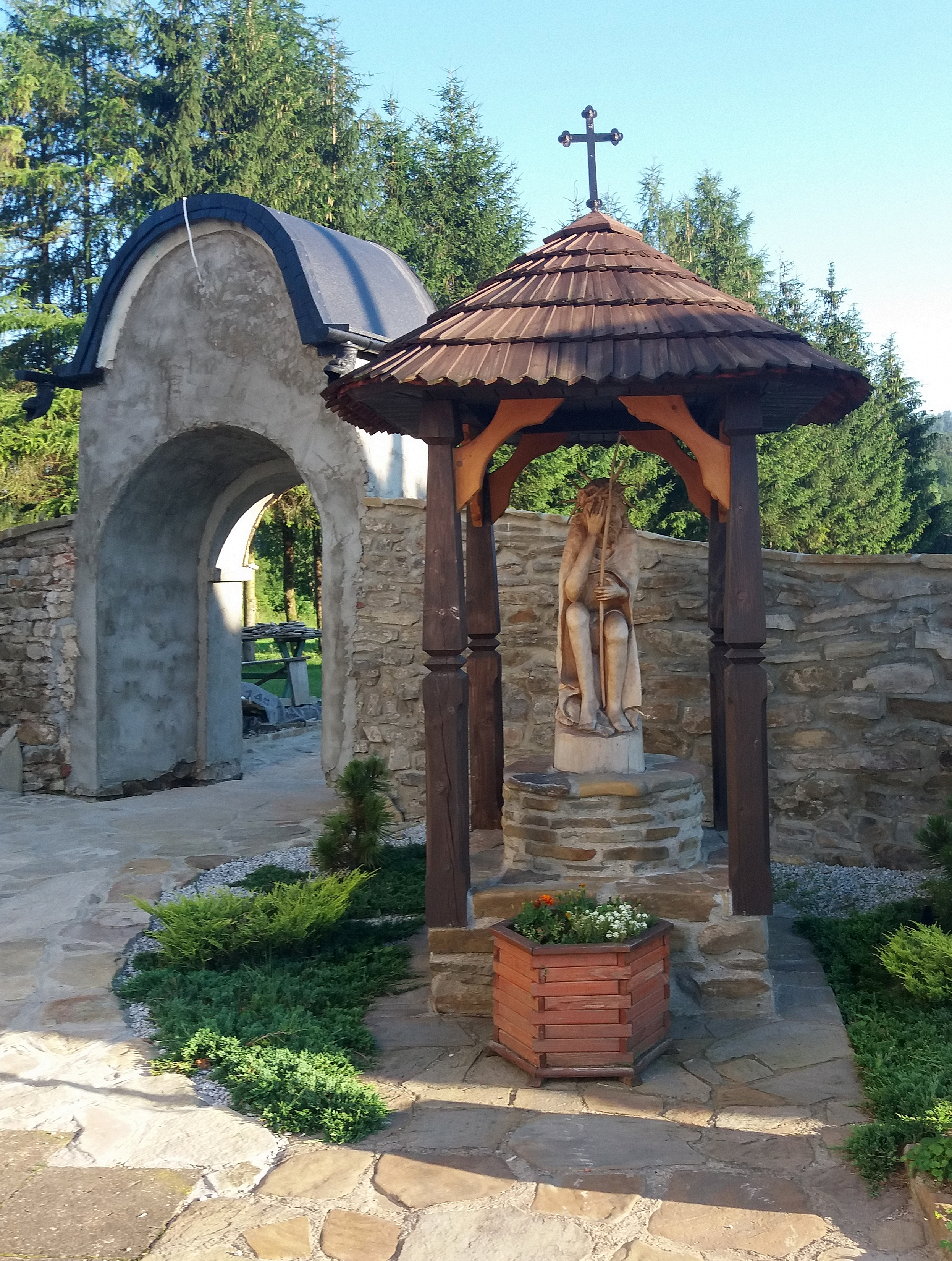
W otoczeniu kościoła
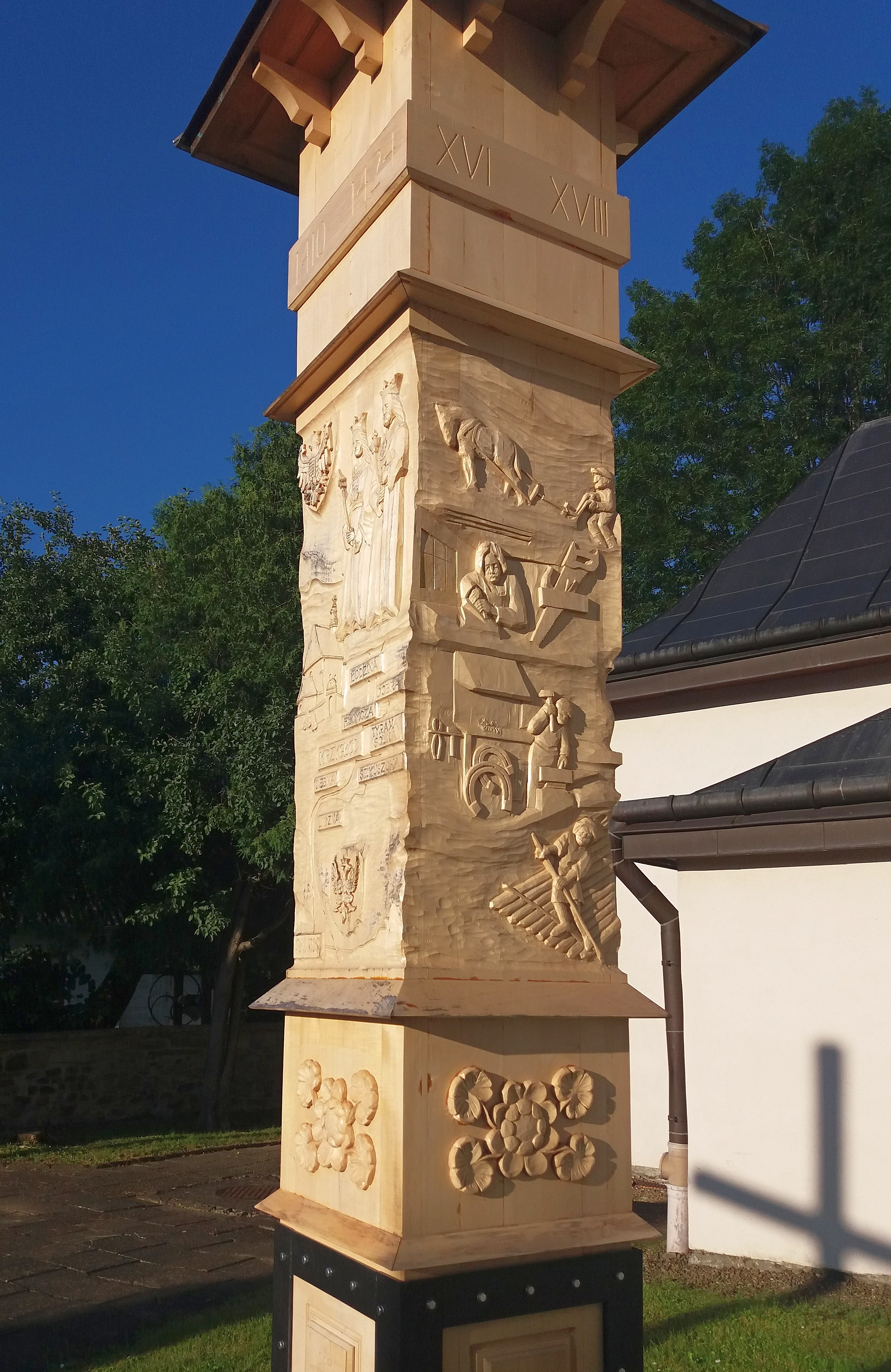
W otoczeniu kościoła